# Missorium de Théodose Ier

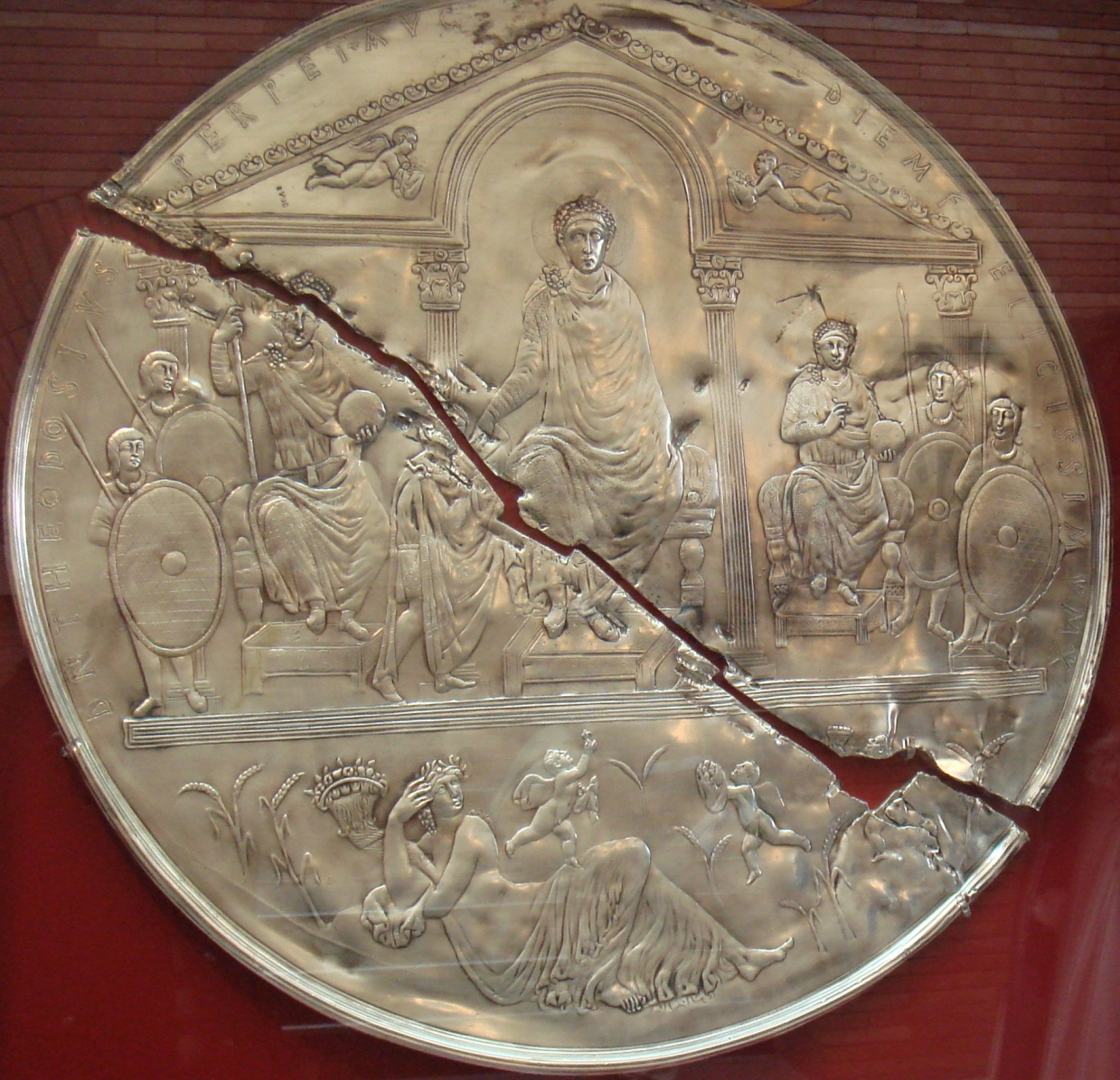
Copie du missorium au Musée national d'art romain de Mérida

Le missorium de Théodose Ier est un grand plat d'argent d'apparat conservé à la Real Academia de la Historia, à Madrid. Probablement réalisé à Constantinople pour célébrer les decennalia (le dixième anniversaire du règne) de l'empereur Théodose Ier, il le représente en train de remettre un codicille à un haut fonctionnaire, flanqué de ses deux coempereurs, Valentinien II et Arcadius. Il est caractéristique du style classicisant théodosien et considéré comme l'un des chefs-d'œuvre de l'orfèvrerie romaine tardive.

## Un plat d'apparat commémoratif
Le missorium provient d'un trésor d'argenterie, qui comprenait également deux coupes, découvert en 1847 à Almendralejo, près de Mérida  dans la province espagnole de Badajoz. C'est un des plus beaux exemples d'argenterie des largesses impériales (largitio), c'est-à-dire de la catégorie de ces objets de luxe réalisés en vue des célébrations impériales (accession au trône, anniversaire de règne principalement) et offerts en ces occasions par l'empereur aux plus grands dignitaires de l'empire : il s'agissait principalement de plats, d'assiettes, de coupes et de bols en argent.

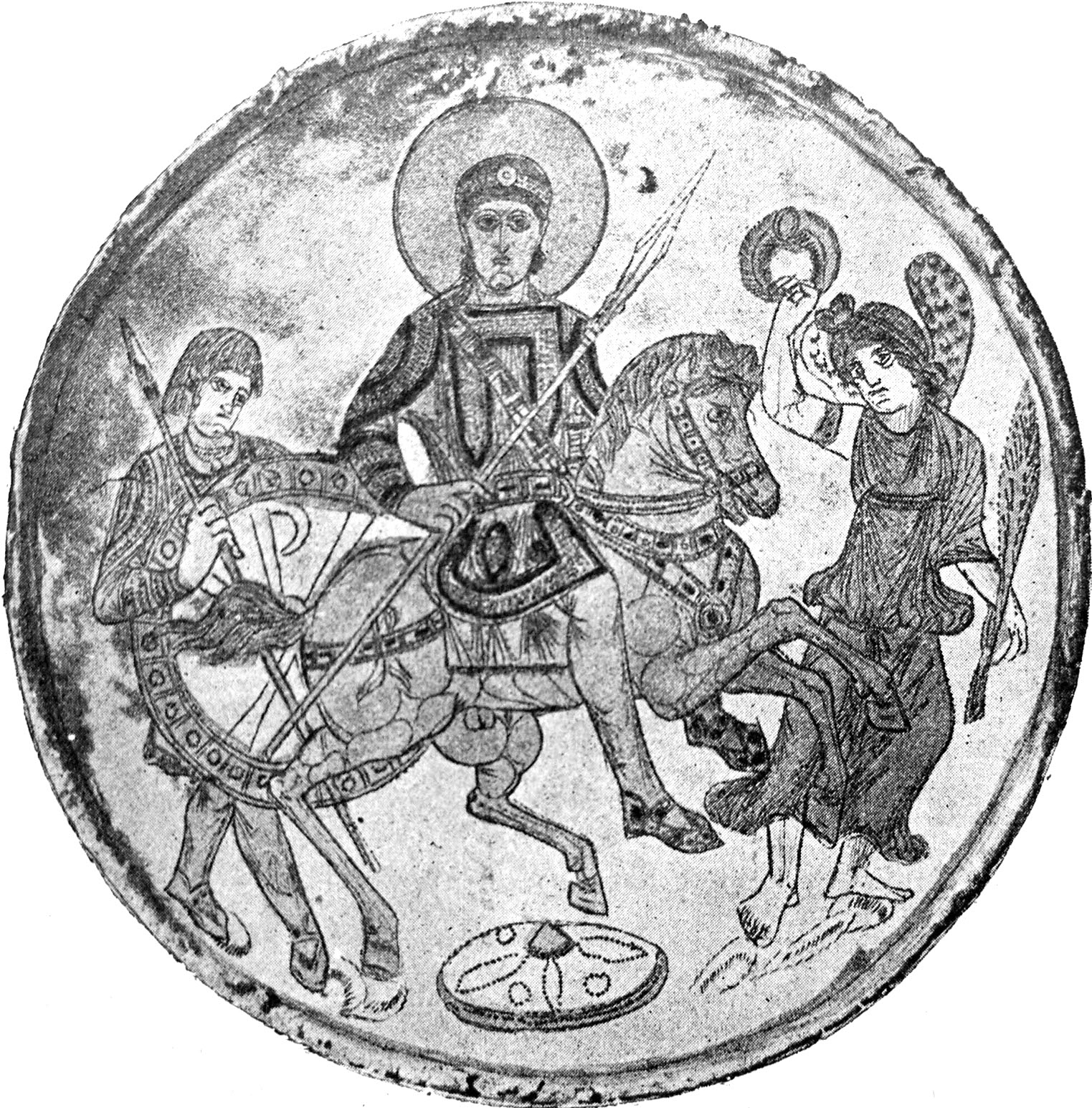
Missorium de Kertch représentant Constance II, musée de l'Ermitage.

Le corpus conservé de cette argenterie de prestige est extrêmement réduit : seules 19 pièces ont survécu de cette production importante (à en juger par les sources) toutes datées du IVe siècle et émises par 6 empereurs différents. Dans cette série, le missorium de Théodose se distingue à la fois parce qu'il est le plus récent — bien que la pratique se soit poursuivie probablement encore deux siècles après lui — et parce qu'il porte le décor le plus élaboré : les deux seuls autres exemples bien conservés un tant soit peu comparables sont le plat de Kertch, conservé au musée de l'Ermitage et représentant Constance II en cavalier, et celui de Valentinien Ier (ou Valentinien II, l'identification est incertaine) à Genève. Il faut y ajouter le fragment du trésor de Groß Bodungen qui portait probablement le motif le plus proche de celui du missorium de Théodose, mais qui est trop endommagé pour permettre une identification ou une datation précise.
Le plat de Madrid est en argent et présente des traces de dorure sur les lettres. Sa taille est exceptionnelle par rapport aux plats d'argent contemporains cités : il mesure 74 cm de diamètre pour une épaisseur qui varie entre 4 et 8 mm. Il repose sur un anneau, d'un diamètre de 26 cm pour une épaisseur de 3 cm, qui a été soudé au dos. Cet anneau possède une inscription grecque précisant le poids officiel de l'objet :

« ποc ↑Ν ΜεΤ c'est-à-dire ποσότης λιτρῶν 50 μετάλλου (« 50 livres de métal ») »

Les 50 livres romaines correspondent à un poids officiel de 16,13 kg d'argent, alors que le plat n'en fait en réalité que 15,35 kg : la différence pourrait être due au fait que le plat fut pesé et marqué avant d'être décoré. La décoration, à la fois ciselée et réalisée au repoussé, aurait alors enlevé un peu de métal.
Le motif principal du décor est la représentation de l'empereur régnant et de deux empereurs corégnants. Une inscription court le long du bord qui permet de l'identifier avec certitude :

« D(ominus) N(oster) THEODOSIVS PERPET(uus) AVG(ustus) OB DIEM FELICISSIMVM X »

soit : « Notre Seigneur Théodose Perpétuel Auguste pour ce jour très heureux du dixième (anniversaire de son règne). »
L'inscription indique que le plat a été réalisé à l'occasion des decennalia d'un empereur nommé Théodose. La présence de deux corégents permet d'exclure immédiatement que ce Théodose soit Théodose II, qui n'avait qu'un seul corégent, son oncle Honorius, lors du dixième anniversaire de son règne, célébré en 412 : il s'agit donc des decennalia de Théodose Ier, le 19 janvier 388, qui furent célébrées alors que l'empereur résidait à Thessalonique — il y demeura en effet de septembre 387 à avril 388. On en a souvent conclu que le missorium était l'œuvre d'un atelier thessalonicien, mais il est tout aussi probable, étant donné le délai de réalisation, qu'il fut commandé et fabriqué à Constantinople, avant le départ de la cour pour Thessalonique.

## Décor
Lors de sa découverte, le missorium était plié en deux par le milieu, confirmation qu'il avait été enfoui pour la valeur brute de son poids en argent sans considération pour sa qualité artistique ou sa valeur historique. C'était une pratique courante comme le montre le cas d'un autre missorium, celui du trésor de Groß Bodungen, qui n'est parvenu qu'à l'état de fragments. Le plat ayant été plié vers l'intérieur, le décor a ainsi été paradoxalement mieux conservé que si l'objet avait été enfoui tel quel. Le découvreur, pour déplier le plat, le découpa au ciseau le long du pli, endommageant ainsi une partie du décor, dont la tête de l'empereur de gauche, et celle du dignitaire devant l'empereur central.

### La scène principale: la remise d'uncodicille
Les trois empereurs qui constituent l'objet principal du décor sont représentés trônant devant une façade tétrastyle, comportant un podium, quatre colonnes corinthiennes supportant un linteau à arc central, surmonté d'un fronton. Dans les écoinçons du fronton sont figurés deux putti, de part et d'autre de l'arc, portant des offrandes (paniers de fruits). Le trio impérial est encadré par deux couples de gardes, tandis qu'un dignitaire se tient devant l'empereur central, à savoir donc Théodose Ier. La partie inférieure du plat, l'exergue, est occupée par une figure féminine accompagnée de trois putti.
Les figures impériales sont identifiées à la fois par leur place dans la composition et par leurs attributs, notamment vestimentaires. Tous trois sont vêtus de façon similaire : une tunique avec des manches longues richement décorées à l'épaule et aux poignets, une chlamyde avec un tablion brodé, fixée à l'épaule par une grande fibule en forme de disque, des campagi (chaussures impériales pourpres). La fibule est constituée d'un joyau serti dans une monture décorée de perles et de trois pendentifs perlés : elle est identique à la fibule de l'empereur Justinien sur la célèbre mosaïque pariétale de San Vitale de Ravenne et se retrouve aussi sur certaines monnaies, comme le grand « médaillon » de 36 solidi de ce même empereur.

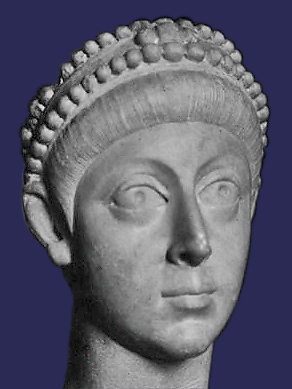
Buste d'Arcadius coiffé du diadème impérial.

Les têtes impériales sont ceintes de diadèmes, de larges bandeaux à deux rangs de perles, interrompus au-dessus du front par la monture circulaire perlée d'une pierre précieuse ronde. Il s'agit depuis que Constantin Ier l'a adopté, de l'attribut impérial par excellence, qu'on retrouve sur tous les portraits impériaux, monétaires (voir par exemple le solidus de Valentinien II plus bas), ou sculptés (comme le buste d'Arcadius ci-contre ou celui de Théodose II). De surcroît les têtes des trois empereurs sont nimbées, comme c'est souvent également le cas à cette époque sur les portraits monétaires, mais également sur les diptyques impériaux ou consulaires (par exemple l'empereur Honorius sur le diptyque de Probus en 406) : le nimbe est un attribut hérité du haut empire indiquant la divinité, et n'est pas l'apanage de l'iconographie chrétienne.
Les empereurs se distinguent les uns des autres par leurs accessoires : les deux empereurs latéraux portent dans la main gauche un orbe simple, gravé d'une croix oblique — mais qui n'est en revanche pas surmonté d'une croix ou d'une statuette. L'empereur assis à gauche tient en outre dans la main droite levée un long sceptre dont l'extrémité repose sur son genou droit. L'empereur assis à droite ne tient, lui, rien dans cette main droite, mais fait un signe de bénédiction. L'empereur central, Théodose, a la main gauche cachée par sa chlamyde, et tient dans la main droite un diptyque codicillaire (plutôt qu'un volumen codicillaire) qu'il remet au dignitaire debout devant lui et qui contient sa nomination : l'objet est en effet clairement rectangulaire.
Le dernier attribut impérial distinguant les trois figures assises est leur chaise : c'est un siège sans dossier ni accoudoirs, recouvert d'un épais coussin richement brodé, et dont les pieds sont moulurés et ornés. Ils sont précédés d'un repose-pieds. Ce type de chaise, qui se distingue nettement d'un trône classique, est le siège impérial dérivé de la sella curulis, la chaise curule réservé aux plus hautes magistratures, dont le consulat depuis la République romaine. Sous l'empire romain, ce siège est devenu le symbole de l'autorité impériale au même titre que le diadème, le globe, le sceptre et la fibule élaborée de la chlamyde. Il continue également d'être un attribut des consuls, comme le montre sa représentation sur les diptyques consulaires.
Le dignitaire debout devant l'empereur central est vêtu d'une tunique courte, d'une chlamyde retenue par une fibule en forme d'arbalète, et de campagi. Bien qu'eux aussi brodés, ses vêtements le sont moins naturellement et de façon moins somptueuse que ceux des empereurs.

### La scène secondaire à l'exergue

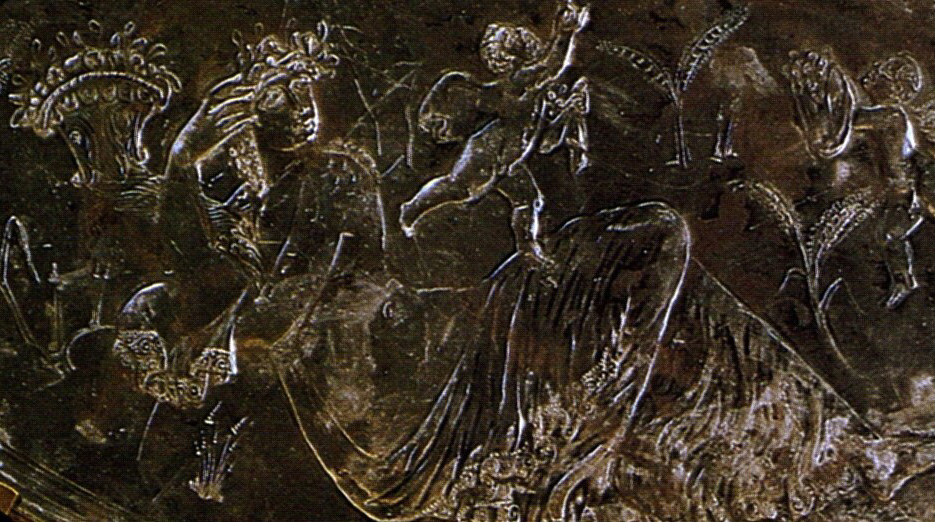
Personnification de Tellus à l'exergue du missorium.

L'exergue, dans la partie inférieure du plat, est séparé du champ principal par l'emmarchement du podium de la façade, qui sert ainsi en même temps de limite entre les deux motifs. Plusieurs éléments de décor y sont ordonnés autour de la figure centrale d'une femme à demi allongée : elle se repose sur le bras droit et contemple trois petites figures masculines ailées, des putti, tournées vers la partie supérieure du décor, et plus précisément vers l'empereur central auquel ils offrent des fleurs et des fruits. Ils sont identiques aux putti du fronton. La tête ceinte d'une couronne de feuillage, vêtue d'un long himation aux franges brodées, drapé autour des hanches et dont elle soutient un pan du bras gauche, la femme porte une longue corne d'abondance (cornucopia) : cet attribut permet de l'identifier comme étant la personnification de Gaïa/Tellus, symbolisant la prospérité de l'empire et son étendue universelle. On la retrouve dans un rôle semblable sur le bas-relief de la « Majesté des Augustes » de l'Arc de Galère ainsi que sur l'ivoire Barberini. Elle est aussi souvent accompagnée de putti, comme sur le plat d'argent (lanx) de Parabiago, dans un contexte très différent — le motif principal concerne en effet le culte de Cybèle et Attis.
Le décor de l'exergue est complété par de nombreuses plantes graminées disposées tout autour des personnages, symbolisant probablement un champ de blé.

## Identification des personnages

### L'identité du trio impérial

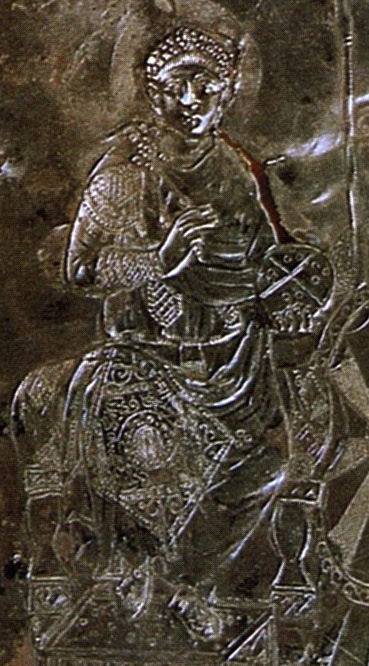
Portrait d'Arcadius, détail du missorium.

Alors que l'identification de la figure impériale principale à l'empereur Théodose Ier ne pose pas de difficulté, celle des deux coempereurs est davantage débattue : les premiers commentateurs ont en effet volontiers considéré que le trio représenté correspondait à la famille impériale, Théodose étant flanqué de ses deux fils et successeurs, Arcadius, l'aîné à gauche, et Honorius, le cadet, à droite. Cette identification ignore toutefois le fait que les trois empereurs représentés sont ceints du diadème, signe qu'ils portent le titre d’Augustus : or Honorius, qui est âgé de 4 ans seulement en 388, ne reçoit ce titre qu'en 393, et ne peut être représenté couronné du diadème avant cette date, où il n'est que césar. Sur le bas-relief de l'obélisque de Théodose, où il figure au sein de la famille impériale, vers 390-392, il ne porte ainsi pas non plus de diadème, contrairement à son frère Arcadius, de sept ans son aîné, et auguste depuis 383.

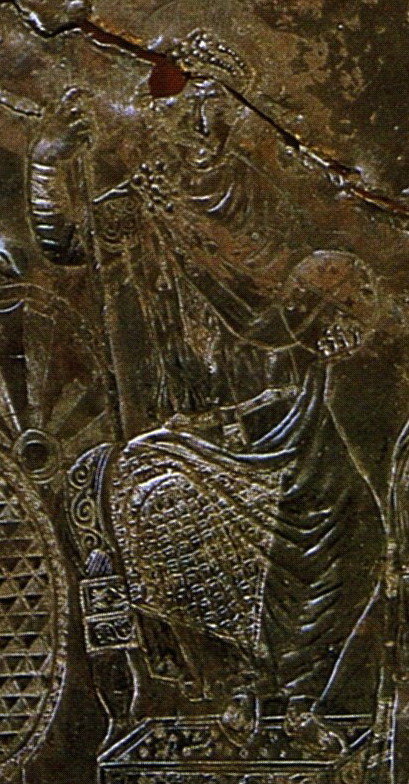
Portrait de Valentinien II, détail du missorium.

Par conséquent, le troisième auguste représenté ne peut guère être que Valentinien II, auguste depuis 375 : âgé de 17 ans en 387, il est l'empereur régnant sur la partie occidentale de l'Empire, et représenté comme tel sur la base de l'obélisque de Théodose aussi bien que sur le missorium. C'est donc lui qu'il faut reconnaître dans l'empereur trônant à gauche de Théodose, le long sceptre qu'il tient dans la main droite le distinguant d'Arcadius, membre junior de cette trilogie impériale, successeur désigné de son père, mais qui est encore trop jeune (11 ans) pour régner. La hiérarchie entre les augustes est soulignée de surcroît par la taille proportionnelle à leur rang donnée aux trois figures sur le missorium : Théodose est le plus imposant, et Arcadius le moins grand, tout en étant représenté comme un adulte et non comme l'enfant qu'il est encore, avec une taille supérieure à celle des soldats et du fonctionnaire. Là encore, les principes sont les mêmes que sur la base de l'obélisque.
Une autre hypothèse d'identification, radicalement différente, a été avancée, qui remet en cause jusqu'à l'attribution du missorium au règne de Théodose Ier et le renvoie, sur des critères stylistiques, à celui de son petit-fils, Théodose II : pour réconcilier cette datation avec la représentation de trois augustes, il est alors nécessaire de supposer qu'il s'agit de Théodose II, Honorius et Valentinien III : le plat aurait été réalisé en 421 sur les ordres de Constance III et de sa femme Galla Placidia comme un outil de propagande pour promouvoir la reconnaissance de leur fils Valentinien III comme auguste et héritier d'Honorius par Théodose II, ce que refusait ce dernier. La tentative pour imposer Valentinien III fut de courte durée puisque Constance III mourut la même année. Cette hypothèse tortueuse complique inutilement l'interprétation et doit être rejetée, en faveur de celle du trio impérial de 387.

### L'identité du haut fonctionnaire
Beaucoup plus délicate, en revanche, est la question de l'identité du personnage qui se tient debout devant Théodose et reçoit de lui le codicille de sa nomination. La présence même de cette figure, qui rompt la symétrie du décor, est un problème, tant elle peut paraître incongrue dans une scène qui vise avant tout à représenter les empereurs en majesté, dans le contexte, explicité par l'inscription, de la célébration des decennalia. Aucun témoignage ne permet d'affirmer que les empereurs associaient à l'anniversaire de leur règne l'investiture de hauts fonctionnaires, et aucune autre pièce d'argenterie produite pour les largesses impériales ne comporte ce motif.
Il est clair qu'il s'agit d'un personnage du plus haut rang, car eux seuls étaient investis directement par l'empereur. Le fait que le codicille de nomination soit apparemment un diptyque et non un codex semble exclure que ce soit un consul, bien que cette interprétation ait été parfois retenue. Les historiens ont souvent cherché à associer ce personnage au lieu de découverte du missorium, et suggéré qu'il pourrait s'agir d'un haut fonctionnaire d'Espagne, peut-être le vicarius Hispaniorum. Mais l'hypothèse la plus intéressante concerne un titulaire de la plus haute magistrature de l'Empire d'Orient, la préfecture du prétoire d'Orient : du 18 janvier 384 au 14 mars 388 (date de sa mort), le titulaire de la préfecture du prétoire per Orientem est en effet Cynegius Maternus, un chrétien fervent partisan de Théodose Ier, et comme lui, originaire d'Espagne.

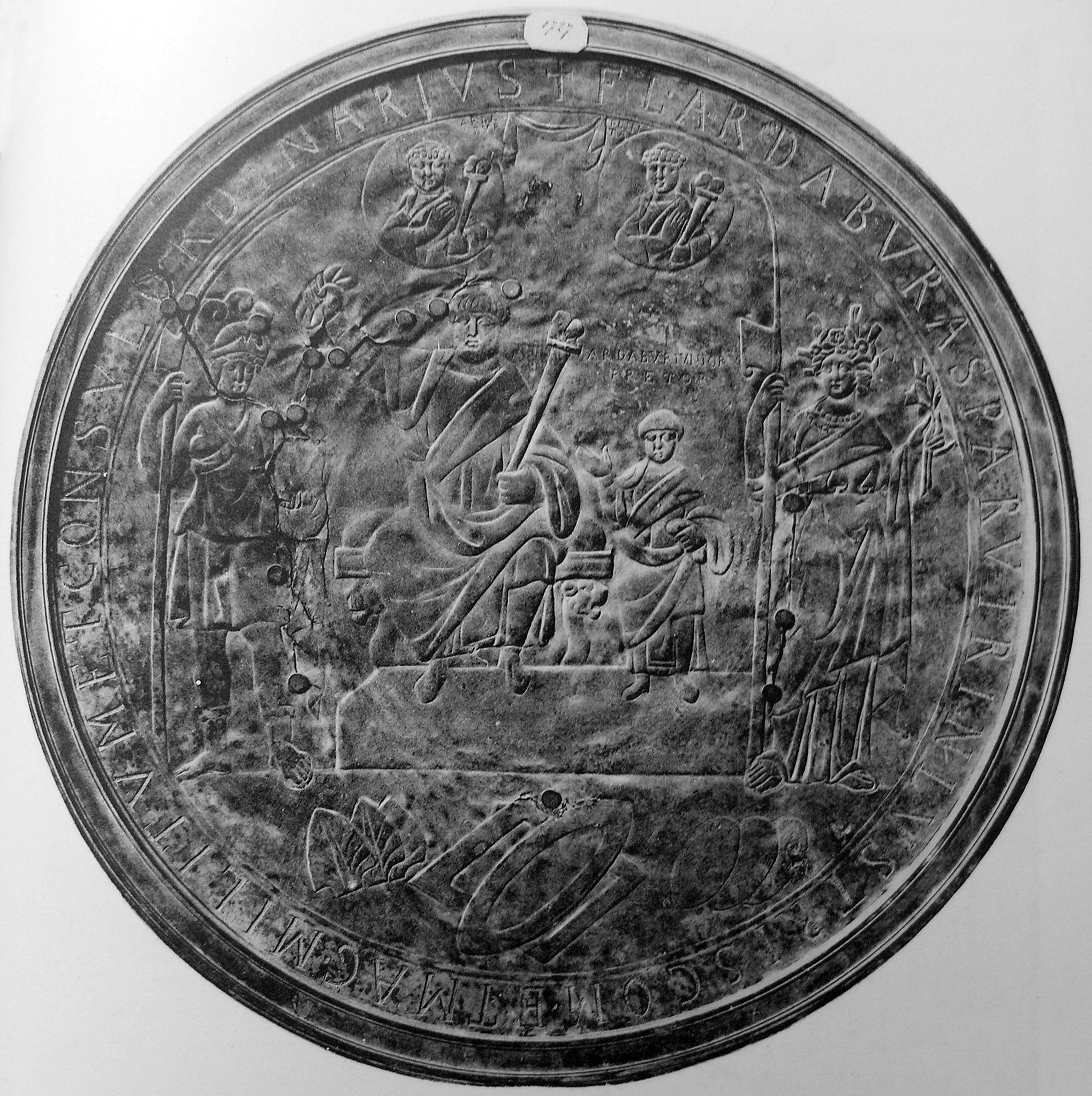
Missorium d'Aspar, daté de 434, Florence.

En supposant que le haut fonctionnaire récipiendaire du codicille sur le missorium fut également le destinataire de la largesse impériale que constitue le plat, l'identification de Cynegius fournit une explication tout à fait plausible à la découverte de l'objet en Espagne. Les liens étroits avérés entre l'empereur et son préfet rendraient compte de surcroît de l'honneur exceptionnel que constitue l'association de ce dernier, sur le décor du missorium, à la célébration des decennalia. Cette explication nécessite de retirer toute valeur littérale immédiate à la scène d'investiture qui n'est pas contemporaine de l'anniversaire du règne.
En réalité, l'identification précise du fonctionnaire est une question mineure : il n'occupe qu'une place secondaire dans le décor du missorium, presque aussi peu importante par exemple que les gardes du corps de l'empereur, et aucun détail ne permet vraiment de l'identifier. C'est probablement un effet voulu du commanditaire de l'objet : il s'agit moins de représenter une personne particulière que la fonction qu'elle exerce et de rappeler son caractère sacré en soulignant qu'elle provient directement de l'empereur.
Une interprétation radicalement différente de la présence exceptionnelle de ce magistrat sur le missorium a également été proposée. L'empereur n'avait pas le monopole des largesses, et cette pratique était également reprise par les hauts magistrats comme le montrent les nombreux exemples conservés des diptyques consulaires. Or, certains de ces diptyques, comme celui de Probus, consul en 406, représentent l'empereur (en l'occurrence Honorius) plutôt que le titulaire, et ont donc également fonction de gage de fidélité et d'hommage à l'empereur. Par ailleurs, les largesses consulaires ne se limitaient pas aux diptyques, mais pouvaient revêtir la forme de pièces d'argenterie comparables aux plats des largesses impériales : le missorium d'Aspar en fournit un exemple, daté de 434. On s'est donc demandé si le missorium de Théodose ne pouvait pas être la commande du haut fonctionnaire qui s'y trouve représenté, plutôt que de l'empereur : ce magistrat récemment nommé aurait souhaité commémorer conjointement sa bonne fortune et les decennalia de l'empereur auquel il la devait. Cette hypothèse, qui aurait le mérite d'expliquer l'existence même de cette scène d'investiture, ne reste toutefois qu'une conjecture impossible à confirmer.

### Les gardes impériaux

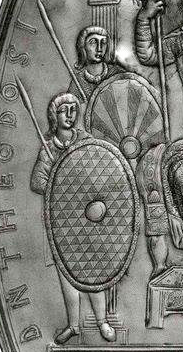
détail du missorium : deux gardes impériaux armés d'une lance et d'un bouclier

Les quatre gardes impériaux sont de jeunes soldats armés de longues lances et portant un bouclier rond, orné de motifs similaires à ceux que l'on trouve représentés dans la Notitia dignitatum pour distinguer entre elles les différentes unités.
Ils arborent des cheveux longs et sont vêtus de tuniques courtes, de braies, et surtout de torques qui laissent indiquer une origine germanique possible. En effet, depuis le début du IVe siècle, et encore plus à partir du foedus accordé aux Goths en 382 par Théodose, les barbares sont de plus en plus intégrés à l'armée romaine. Or une présence majoritaire de barbares dans l'armée romaine au IVe siècle n'est pas certaine. D'après les historiens Philipp Von Rummel et Maxime Emion, il se peut en réalité que l'habitus du soldat romain tardif ait évolué en empruntant à des éléments d'origine germanique pour se fonder son propre habitus militaris.
Si ces gardes sont représentés avec ces caractéristiques sur le missorium de Théodose (cheveux longs, braies, torques), c'est qu'il s'agit sans doute pour l'empereur de se figurer entouré de son cercle de soldats d'élite dont la fonction devient de plus en plus cérémonielle et ostentatoire. En s'entourant d'une garde ayant réinventé son identité avec une "barbarie de synthèse", l'empereur veut se mettre en valeur comme ayant romanisé, domestiqué la barbarie qui est à son service.
Il s'agit donc de protectores arborant des éléments stylistiques d'origine extra-romaine mais dont rien n'atteste qu'ils soient eux-mêmes d'origine barbare. Ils constituent la scholae palatinae de l'empereur Théodose.
Nous retrouvons également ces représentations de la garde rapprochée impériale aux cheveux longs et aux torques sur la face nord-ouest de la base de l'obélisque de Théodose (photo ci-dessous), ou sur le missorium de Constance II à Kertch.

## Interprétation politique et symbolique du missorium

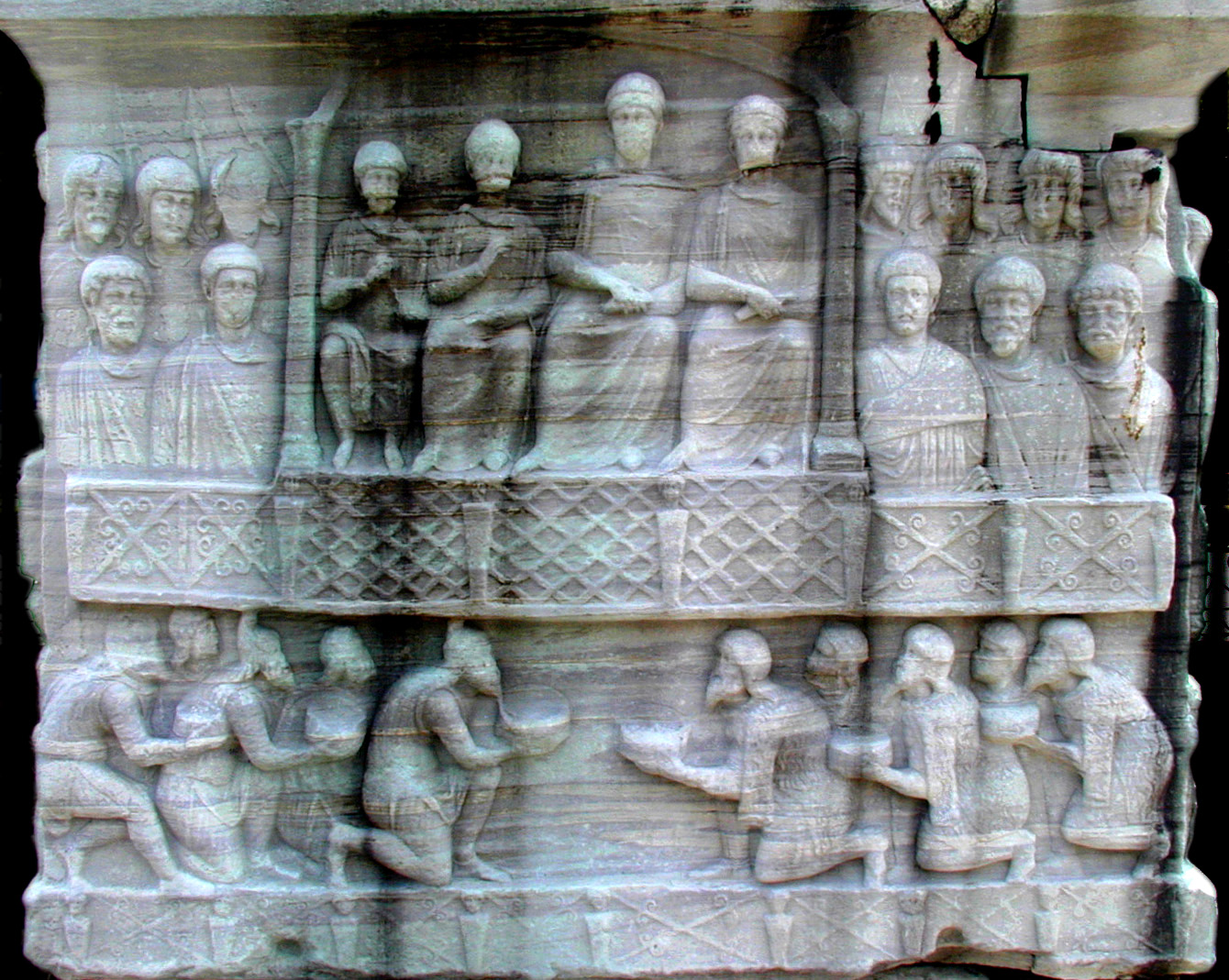
Face nord-ouest de la base de l'obélisque de Théodose représentant les augustes Théodose Ier, Valentinien II et Arcadius et le césar Honorius.

Le missorium s'inscrit dans une longue série d'images de propagande impériale, qui poursuivent dans l'Antiquité tardive la tradition du culte impérial héritée du Principat : les decennalia sont en effet une création d'Auguste. La distribution à l'occasion de cet anniversaire solennellement célébré d'objets de luxe tels que le missorium vise à renforcer la souveraineté de Théodose Ier, la légitimité de son pouvoir et de sa dynastie.
C'est d'abord la majesté de la personne impériale qui est exaltée par le motif principal : le luxe de la tenue, le hiératisme de la pose, et surtout la taille imposante et le halo nimbant la tête de l'empereur, souligné par l'arc du linteau qui en est l'itération architecturale, sont autant d'éléments combinés pour imposer au spectateur une véritable épiphanie de l'empereur, simple mortel ainsi transformé en être quasi surhumain. Les symboles de l'arc et du nimbe sont à ce titre particulièrement puissants car le premier évoque par sa forme la voûte cosmique, et par conséquent le caractère semi-divin de la personne qui se tient dessous, de même que le second évoque la lumière divine émanant d'elle.
C'est ensuite la prospérité et l'universalité du règne de l'empereur qui sont évoquées, par la représentation de Tellus, dont la corne d'abondance renvoie à « l'âge d'or » qu'a constitué la première décennie du règne de Théodose. Ce message est peut-être subtilement renforcé par les putti, dont le rôle ne serait pas seulement d'exprimer le gaudium publicum, l'allégresse publique qui accompagne la célébration des decennalia. En tirant argument de l'importance accordée aux nombres dans l'art de l'Antiquité tardive, plusieurs auteurs ont attribué une valeur symbolique aux cinq putti. Une première interprétation en fait des symboles chronologiques, particulièrement appropriés à la représentation d'un anniversaire de règne : chacun représenterait un intervalle de cinq ans, les deux putti du fronton figurant ainsi les decennalia célébrés en 387 et les trois putti à l'exergue les trois quinquennalia à venir. Plus intéressante peut-être est la seconde interprétation qui en fait cette fois des symboles topographiques et administratifs : les cinq putti offrant des fruits à l'empereur seraient les cinq diocèses constituant la pars Orientis de l'empire, sous la juridiction directe de Théodose Ier, à savoir l'Orient, l'Asie, l'Égypte, le Pont, et la Thrace. Cette hypothèse vient renforcer celle identifiant le haut fonctionnaire représenté au préfet du prétoire Cynegius. Mais elle suppose aussi que le motif fut conçu, sinon exécuté, avant septembre 387, ce qui implique un atelier constantinopolitain : à partir de cette date en effet, la préfecture d'Illyricum entre de jure dans la juridiction de Théodose Ier alors qu'elle appartenait probablement auparavant, depuis 380, à la partie occidentale de l'Empire. Le chiffre cinq ne conviendrait alors plus au nombre des diocèses gouvernés par Théodose.

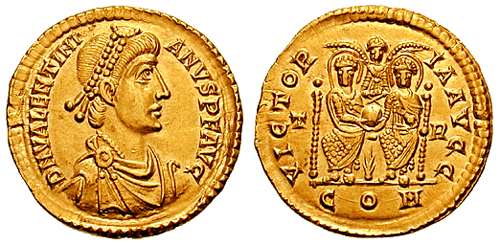
Solidus de Valentinien II frappé à Trèves entre 388 et 392, le représentant avec Théodose Ier.

Le troisième message de cette image, qui n'est pas le moins important, est celui de l'unité de la famille impériale, mais aussi de l'unité de l'empire. Théodose, fondateur d'une nouvelle dynastie, se fait en effet représenter avec son fils et successeur désigné, Arcadius, mais aussi avec l'auguste régnant d'Occident, Valentinien II. La présence de Valentinien II sur le motif est capitale : elle vise d'une part à proclamer l'unité de l'empire par delà ses divisions administratives et politiques, et d'autre part à affirmer par association la légitimité du pouvoir de Théodose. Celui-ci se rattache ainsi à la dynastie précédente, et au-delà même, au refondateur de l'empire qu'est Constantin Ier.
Le lien avec la dynastie valentinienne n'est pas seulement symbolique, mais aussi matrimonial : toujours en 387, Théodose Ier épouse en secondes noces Galla, la fille de Valentinien Ier et la sœur de Valentinien II : ce mariage est symboliquement important car il apporte à la dynastie théodosienne une affiliation, certes indirecte, à la dynastie constantinienne. Le demi-frère de Galla et autre fils de Valentinien Ier, l'empereur Gratien (mort en 383) était en effet marié à Flavia Maxima Constantia, la fille de Constance II et petite-fille de Constantin. On retrouve ainsi chez Théodose le souci constant des fondateurs de dynastie sous l'empire de légitimer leur ascension au trône impérial en établissant un lien avec leurs prédécesseurs.
C'est le même tableau dynastique qui apparaît sur les faces nord-ouest et sud-ouest de la base de l'obélisque de Théodose, élevée en 390 sur l'hippodrome de Constantinople : un quatrième personnage vient simplement le compléter, le second fils de Théodose et futur successeur de Valentinien II sur le trône d'Occident, Honorius. Dans les deux cas, sur le bas-relief de l'obélisque, comme sur le missorium, les portraits impériaux sont soigneusement hiérarchisés, et Valentinien II apparaît clairement comme le second auguste, subordonné à la figure centrale de Théodose : le message diffusé est radicalement différent de celui de l'égalité des augustes que souhaiterait au contraire promouvoir Valentinien II, comme en témoigne par exemple le solidus de Trèves, strictement contemporain. Le type, courant au IVe siècle de la victoria augustorum que porte le revers (voir ci-contre), montre Valentinien II et Théodose trônant côte à côte, couronnés par une Victoire, et partageant un seul orbe symbole de domination universelle.
Comparé au missorium de Constance II ou à celui de Valentinien Ier/II, qui portent chacun une évocation beaucoup plus simple et classique de l'empereur triomphant, le programme iconographique du missorium de Théodose se distingue par sa riche polysémie, mais aussi par l'absence de toute référence chrétienne. Sur l'assiette de Kerch, le chrisme figuré sur le bouclier du fantassin derrière Constance II est une allusion directe au nouveau contexte chrétien du triomphe impérial, introduit par la conversion de son père, Constantin Ier. On retrouve ce type de bouclier sur les reliefs de la colonne d'Arcadius et sur la mosaïque de Justinien à San Vitale. Quelques décennies plus tard, sur le plat de Genève, l'empereur tient dans la main gauche le labarum constantinien et c'est son nimbe qui porte le chrisme, marque supplémentaire de la christianisation du pouvoir impérial. La raison de cette absence est peut-être le caractère civil de l'image présentée sur le missorium : l'association des symboles chrétiens à l'imagerie impériale est encore surtout réservée à l'iconographie du triomphe militaire, genre auquel appartiennent sans ambiguïté possible les deux missoria cités, où l'empereur est représenté en général victorieux. Mais on n'en trouve pas moins un chrisme aussi sur une (et une seule) face de la base de l'obélisque de Théodose.
À bien des égards, tout en étant exemplaire des images de propagande impériale produites à cette époque, le missorium reste ainsi une œuvre unique, dont l'interprétation détaillée demeure hautement conjecturale. Il ne s'agit en tout cas pas d'un plat utilitaire, contrairement à ce qui a parfois été soutenu, mais bien d'une véritable icône impériale privée que son propriétaire devait fièrement exhiber dans sa demeure. Ce don exceptionnel préservait et accroissait ainsi la loyauté et la révérence du haut fonctionnaire qui le recevait envers l'empereur.